# Ida Redig
Ida Carolina Redig (Gunnareds församling, 10 luglio 1987) è una cantante svedese.

## Biografia
Ida Redig ha pubblicato tre album in studio nel corso della sua carriera, tra cui Tills döden skiljer oss åt (2016).
Ha in seguito cercato di rappresentare la Svezia all'Eurovision Song Contest, partecipando al Melodifestivalen con l'inedito Allting som vi sa, primo ingresso dell'artista nella Sverigetopplistan.

## Discografia

### Album in studio
- 2010 – Standing Here
- 2014 – Thou Shall Not Be a Pussy
- 2016 – Tills döden skiljer oss åt

### EP
- 2014 – Thou Shall Not Be a Pussy EP
- 2015 – I Will Fight That Man. I Will Fight Anyone
- 2015 – Jag kommer älska dig tills jag dör

### Singoli
- 2012 – The Collection
- 2013 – Everywhere
- 2013 – Shout
- 2013 – I'm in Trouble
- 2013 – Let's Make Love
- 2013 – Visa vid vindens ängar
- 2014 – Kärleken väntar
- 2014 – Se mig
- 2016 – Du gamla, du fria (Nationalsången)
- 2016 – Du är bäst
- 2016 – Baby, ska vi göra slut?
- 2016 – I min lilla värld av blommor
- 2016 – Förlåt för alla sånger som jag sjungit om dig
- 2016 – Ska vi leva livet
- 2016 – Let Silence Talk
- 2017 – This Is the Way (con The Strongest Man Who Ever Lived)
- 2017 – God Morgon
- 2017 – Du är kär i mig
- 2018 – Allting som vi sa
- 2018 – Det här är frihet
- 2020 – Nu är det jul igen!
- 2020 – I väntan på Lucia
- 2021 – Vintersaga
- 2021 – Inget stoppar oss nu (con Lasse Holm)
- 2022 – Från Hisingen till framtiden
- 2022 – Kyss mina röda läppar/Besa mis labios rojos
- 2022 – Jul, Jul
- 2023 – Tattoo (con Juni)
- 2023 – Regniga nätter, soliga dagar
- 2023 – God Jul
- 2024 – Ovan regnbågen